# دیوید رودیشا
دیوید لکوتا رودیشا (زادهٔ ۱۷ دسامبر ۱۹۸۸) دوندهٔ دو نیمه‌استقامت کنیایی است. وی قهرمان جهان و المپیک و رکورددار دو ۸۰۰ متر است. در سال ۲۰۱۴ از ۲۰ زمان برتری که تاکنون در دو ۸۰۰ متر به ثبت رسیده‌است، ۱۰ زمان توسط رودیشا ثبت شده‌است. رودیشا سه سال پیاپی از ۲۰۱۰ تا ۲۰۱۲ بهترین ورزشکار سال دوومیدانی به انتخاب نشریهٔ Track & Field News و در سال ۲۰۱۰ بهترین ورزشکار سال به انتخاب فدراسیون بین‌المللی دوومیدانی شده‌است.
وی ابتدا دوندهٔ ۴۰۰ متر بود، اما از سال ۲۰۰۶ به توصیهٔ کالم اوکانر (کشیش و مربی ایرلندی معروف به پدرخواندهٔ دو کنیا) به ۸۰۰ متر روی آورد و در همان سال قهرمان جوانان جهان در این رشته شد.
رودیشا از قوم ماسایی است. پدرش، دانیل رودیشا نیز دونده بود و در المپیک ۱۹۶۸ مکزیکوسیتی در ترکیب تیم ملی کنیا در دو ۴ در ۴۰۰ متر امدادی قرار داشت. مادرش، نائومی هم در رشتهٔ ۴۰۰ متر بامانع مسابقه می‌داد. رودیشا با لیزی نانیو ازدواج کرده و یک دختر دارد.

## افتخارات
در مسابقات المپیک تابستانی ۲۰۱۲ موفق شد در دو ۸۰۰ متر مردان با زمان یک دقیقه و چهل ثانیه و نود صدم ثانیه، ضمن کسب نشان طلا، رکورد جهانیِ این ماده را نیز ارتقا بخشید. او در المپیک ۲۰۱۶ نیز مدال طلا را به دست آورد. رودیشا در دو دورهٔ مسابقات جهانی ۲۰۱۱ و ۲۰۱۵ نیز مدال طلای ۸۰۰ متر را به دست آورده‌است.